# Лузан Єлизавета
Єлизаве́та Лузан — українська та азербайджанська гімнастка.

## Життєпис
Народилась 2003 року. Почала займатися художньою гімнастикою, у віці восьми років. У 2014 році за сімейними обставинами переїхала з України до Азербайджану.
- Літні юнацькі Олімпійські ігри 2018 — в мультидисципліні у складі «Тім Сімони Байлз» разом зі спортивними гімнастами Назаром Чепурним; Крістіаном Балашом (Угорщина), Руаном Ленджом (ПАР), Тамарою Анікою Онг (Сінгапур), Фам Ну Фуонгом (В'єтнам), Альбою Петіско (Іспанія), болгарською змішаною парою в акробатиці Маріелою Костадіновою/Панайотом Дімітровим, представницями художньої гімнастики Талісою Торретті (Італія), Дарією Трубніковою (Росія), а також батутистами Ліамом Крісті (Австралія) та Фань Сіньі (Китай) здобули перемогу.[3]

З 2020 року увійшла до складу збірної Азербайджану у групових вправах.
- Чемпіонат Європи з художньої гімнастики 2020 — командне 3-тє місце.
- На літніх Олімпійських іграх 2020 в складі команди Азербайджану була 10-ю.
- Чемпіонат світу з художньої гімнастики 2022 — бронзова призерка
- Чемпіонат Європи з художньої гімнастики 2022 — бронзова призерка

Представляє азербайджанський спортивний клуб «Оджаг».